# Пеццелла, Джузеппе
Джузеппе Пеццелла (итал. Giuseppe Pezzella; 29 ноября 1997 года, Неаполь, Италия) — итальянский футболист, защитник клуба «Эмполи».

## Клубная карьера
С 15 лет Пеццелла находится в структуре «Палермо». В клуб его привёл скаут и бывший футболистом «Наполи» и «Римини» Дарио Баччином. В академии практически не тренировался, был сразу привлечён к играм юношеской команды. С сезона 2015/16 года находится в основной заявку «Палермо».
6 декабря 2015 года в поединке против «Аталанты» он дебютировал в Серии А , выйдя на замену на 65-й минуте вместо Мато Яяло. Всего в сезоне провёл девять встреч, был основным левым защитником с февраля по апрель 2016 года[уточнить].
31 июля 2023 года стал игроком клуба «Эмполи» и подписал трёхлетний контракт, который включает опцию продления на сезон. 19 августа в матче против «Эллас Верона» он дебютировал за новый клуб.

## Карьера в сборной
Вызывался в юношеские сборные Италии. На его счету есть выступления за команды до 18-ти и 19-ти лет.